# Chrysi
Chrysi (griechisch Χρυσή (f. sg.) ‚die Goldene‘, auch Chrisi, Chrissi oder Chrissis) ist eine kleine unbewohnte griechische Insel im Libyschen Meer. Mit der nüchternen, unter Einheimischen verbreiteteren Bezeichnung Γαϊδαρονίσι (Gaidaronísi ‚Eselsinsel‘) ist die Insel auch auf einigen Karten vermerkt. Die etwa 5 km lange und 1 km breite Insel liegt etwa 15 km südlich der kretischen Stadt Ierapetra.
Seit Mai 2022 ist das Anlanden von Schiffen und das Betreten behördlich verboten. Menschen hatten sich zuvor im Sommer auf dem Eiland niedergelassen, das wenige Grundwasser ausgebeutet, Müll hinterlassen sowie Fahrzeuge als auch Ziegen mitgebracht, die die junge Vegetation abfraßen. Die etwa 100 Jahre alten Chrissi-Wacholdern (Juniperus), die am Strand wurzeln, sind vom Wassermangel stark betroffen.
In der Sommersaison konnte vor 2022 Chrysi von Ierapetra aus mit Ausflugsschiffen mehrmals täglich mit einer knapp einstündigen Überfahrt erreicht werden. Auch ab Myrtos konnten Ausflüge nach Chrysi gebucht werden.
Die flache Insel besteht fast vollständig aus weißem Kalksand und unterscheidet sich damit von den typischen Felseninseln der Ägäis. Die Insel hat heute (Stand 2022) kein eigenes Wasservorkommen mehr.
Es gibt keine Sehenswürdigkeiten, jedoch schöne Strände. Geregelte Übernachtungsmöglichkeiten bestehen nicht. Die zwei Sommertavernen wurden 2017 von der Finanzbehörde wegen illegalen Betriebs geschlossen.
Das Campen auf der Insel war schon vor 2022 offiziell verboten. Viele der Besucher betrieben FKK, insbesondere am östlichen Abschnitt der Nordküste. Die kretische Regionalverwaltung verfügte 2022 ein Besuchsverbot für die Insel, damit die Natur sich wieder erholen könne. Während des Sommers hatten sich immer mehr Menschen auf der eigentlich unbewohnten Insel niedergelassen. Hinzu kamen geschätzt 200.000 Tagesbesucher pro Jahr.

## Naturschutz
Da die Insel auf einer Fläche von etwa 0,35 km² mit einem Wald aus Phönizischem Wacholder (Juniperus phoenicea) und Großfrüchtigem Wacholder (Juniperus macrocarpa) bewachsen ist, wurde sie nach der FFH-Richtlinie als SCI (Gebiet gemeinschaftlicher Bedeutung) GR4320003 Chrysi (Νήσος Χρυσή) ins Natura-2000-Netz der Europäischen Union aufgenommen. Die Bäume haben ein durchschnittliches Alter von 200 Jahren und eine Höhe von bis zu 7 m, vereinzelte Bäume sollen ein Alter von 300 Jahren haben, diese sind dann bis 10 m hoch.